# Сальский округ (область Войска Донского)
Сальский округ — административная единица в области Войска Донского Российской империи. Окружной центр — станица Великокняжеская.

Карта округа

## География
Сальский округ был расположен на юго-востоке области; граничил с Астраханской и Ставропольской губерниями, занимал пространство между левым берегом реки Сал и правым берегом реки Маныч площадью 18 386 квадратных вёрст, или 1 915 208 десятин.

## История
Сальский округ войска Донского был образован в 27 января 1884 года в районе задонских степей из бывшего Калмыцкого округа.
К началу XX века округ занимал площадь в 1 975 153 десятины земли с населением 63 318 человек, из которых 34 993 — казаков, 28 129 — калмыков. В округе было 7 калмыцких и 2 казачьих станицы. Но уже в 1914 году станиц насчитывалось 16:  Атаманская, Батлаевская, Беляевская, Бурульская, Великокняжеская,  Власовская, Граббевская, Денисовская, Иловайская, Кутейниковская, Ново- Алексеевская, Орловская, Платовская, Потаповская, Чунусовская, Эркетинская..
По данным на 1913 год, на территории Сальского округа без учёта работающих в других округах и конных заводах проживало 30 178 человек. В округе было 13 станиц и 19 калмыцких хуторов. После окончания Гражданской войны в 1920 году здесь проживало всего 10 750 калмыков, то есть население сократилось в три раза.

### Современное состояние
На территории бывшего Сальского округа области Войска Донского сейчас располагаются территории Дубовского, Заветинского, Зимовниковского, Мартыновского, Орловского, Сальского, Пролетарского, Целинского районов.

## Население
Численность населения — 76 297 человек, в том числе калмыки — 28 063, русские — 24 509, украинцы — 22 378, немцы — 778 (1897).

## Административное деление
В 1913 году в округе насчитывалось 14 станиц и 3 волости: 
- Атаманский юрт — станица Атаманская, 1880 при правом берегу реки Сал 7 хут,
- Батлаевский юрт — станица Батлаевская, 1906 при левом береге реки Сал и балке Ряске (бывшая Багутовская сотня),
- Бурульский юрт — станица Бурульская, 1910 при левом береге реки Большой Гашун.
- Великокняжеский юрт — станица Великокняжеская — окружной центр, 1875 при урочище Карачеплак,
- Власовский юрт — станица Власовская, 1877 при левом береге реки Малый Гашун 2 хут,
- Граббевский юрт — станица Граббевская, 1877 при реке Мокрая-Савда 6 хут,
- Денисовский юрт — станица Денисовская, 1877 при балке Потаповой 6 хут,
- Иловайский юрт — станица Иловайская, 1877 при реке Куберле 3 хут,
- Кутейниковский юрт — станица Кутейниковская, 1877 на балке Куберле 4 хут,
- Ново-Алексеевский юрт — станица Ново-Алексеевская, 1907 при реке Малой Куберле,
- Платовский юрт — станица Платовская, 1803 при правом берегу реки Маныче; в 7 верстах находилось урочище Гремучий-Колодезь и балка Ельмата 2 хут (бывшая Намровская сотня),
- Потаповский юрт — станица Потаповская, 1877 при левом береге реки Сал,
- Чунусовский юрт — станица Чунусовская,  1907 при левом береге реки Большой Гашун,
- Эркетинский юрт — станица Эркетинская,  1908 на балке Уртугур,
- Манычско-Грузская,
- Манычско-Николаевская,
- Нижне-Серебряковская.

В 1918 году в состав округа входили:
- Беляевский юрт — станица Беляевская, 1910 при балке Спорной,
- Орловский юрт — станица Орловская, 1910 на балке Двойная-Каменная,

## Экономика
Главным занятием жителей являлось скотоводство. В 1898 году насчитывалось до 100 тыс. лошадей, 50 тыс. крупного рогатого скота и до 200 тыс. овец. В начале XX века в среднем посев озимых и яровых в год достигал 75 тыс. четвертей, сбор — 350 тыс. Виноград разводился только любителями; станичники занимались огородничеством (до 700 дес.). Кроме скотоводства, калмыки занимались отхожими промыслами, нанимаясь в табунщики и на рыбные промыслы на донских низовьях. При Грузсковском озере, славящемся своей целебной водой, действовала Донская санитарно-лечебная станция; лечение грязями (ревматизм, сифилис, золотуха и нервные болезни) продолжалось с 15 мая по 15 августа.